# El sí pronuncian y la mano alargan al primero que llega
El aguafuerte El sí pronuncian y la mano alargan al primero que llega es un grabado de la serie Los Caprichos del pintor español Francisco de Goya. Está numerado con el número dos en la serie de 80 estampas. Se publicaron en 1799.
Una joven con antifaz entrega su mano a un hombre mucho mayor que ella. A la izquierda dos dueñas  de rostros caricaturizados, y al fondo un segundo hombre sonriendo con sarcasmo. 

## Interpretaciones de la estampa
Existen varios manuscritos contemporáneos que explican las láminas de los Caprichos. El que se encuentra en el Museo del Prado se tiene como autógrafo de Goya, pero parece más bien despistar y buscar un significado moralizante que encubra significados más arriesgados para el autor. Otros dos, el que perteneció a Ayala y el que se encuentra en la Biblioteca Nacional, realzan la parte más escabrosa de las láminas.
- Explicación de esta estampa del manuscrito del Museo del Prado: Facilidad con que muchas mujeres se prestan a celebrar matrimonio esperando vivir en él con más libertad.[3]

- Manuscrito de Ayala: Reprende los matrimonios a ciegas, como los de las princesas y camaristas.[3]

- Manuscrito de la Biblioteca Nacional: Los matrimonios se hacen regularmente a ciegas: las novias adiestradas por sus padres, se enmascaran y atavían lindamente para engañar al primero que llega. Esta es una princesa con máscara, que luego a de ser perra con sus vasallos, como lo indica el reverso de su cara imitando un peinado: el pueblo necio aplaude estos enlaces; y detrás viene orando un embustero en traje sacerdotal por la felicidad de la nación. ( Bodas de las Camaristas).[3]

La joven entrega su mano izquierda a su esposo y esconde la derecha. Lleva un antifaz negro y se combina en su cabello con otro que forma una cabeza de rata o de perra. La máscara, como en otros grabados de Goya, sirve no para enmascarar, sino para desenmascarar y revelar el verdadero carácter de quien la lleva. Es la lujuria lo que mueve a esta mujer al matrimonio. Pero el engaño es mutuo, porque el hombre con una mirada torcida e interesada parece más bien pensar en el provecho que va a sacar de este matrimonio. El alboroto de la muchedumbre corresponde a la discordia y tumulto al pie del altar de que hablan los versos. La vieja encorvada en el bastón será el instrumento del adulterio a que aluden los versos.
El mismo tema, el matrimonio de conveniencia, se desarrolla en la estampas 14, ¡Qué sacrificio!; 57, La filiación  y 75, ¿No hay quién nos desate?.

## Técnica del grabado
El dibujo es extraordinario, con tres planos de luz que reflejan tres intensidades expresivas. El rayado en los vestidos consigue imitar los efectos del raso, sedas o pieles.
El grabado está desarrollado al aguafuerte y al aguatinta. La plancha se conserva en buen estado con el aguatinta debilitado.